# Caloptilia speciosella
Caloptilia speciosella är en fjärilsart som först beskrevs av Braun 1939.  Caloptilia speciosella ingår i släktet Caloptilia och familjen styltmalar. Inga underarter finns listade i Catalogue of Life.